# Mofakhams spegelhus

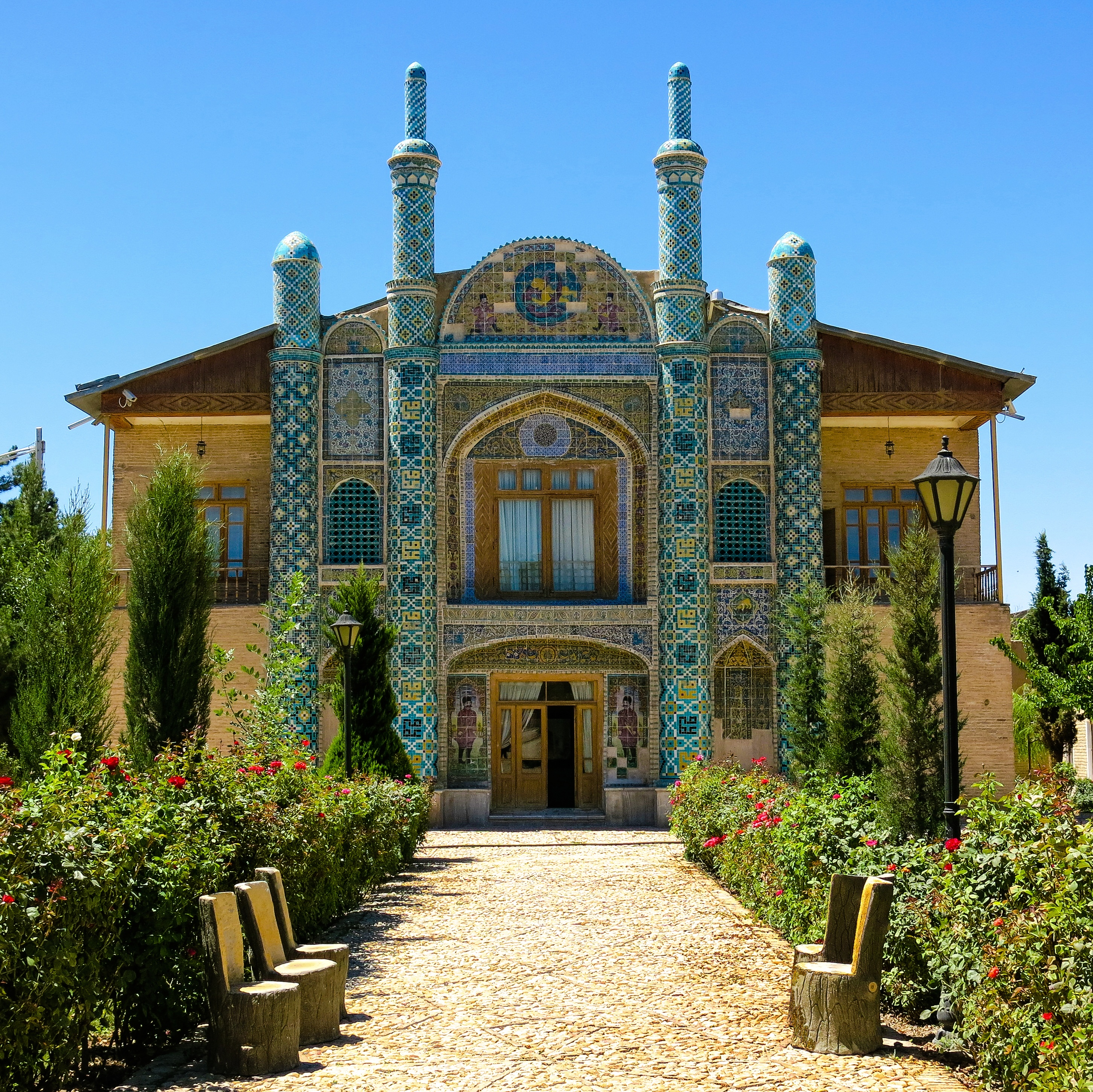
Mofakhams spegelhus.

Mofakhams spegelhus (persiska: آینه‌خانه مفخم) är beläget i staden Bojnurd i provinsen Nordkhorasan. Huset byggdes på 1870-talet på general Mofahkams befallning under Nasir al-Din Shahs tid vid makten som en administrativ byggnad för officiella möten och militära och kulturella representationer.

## Bilder

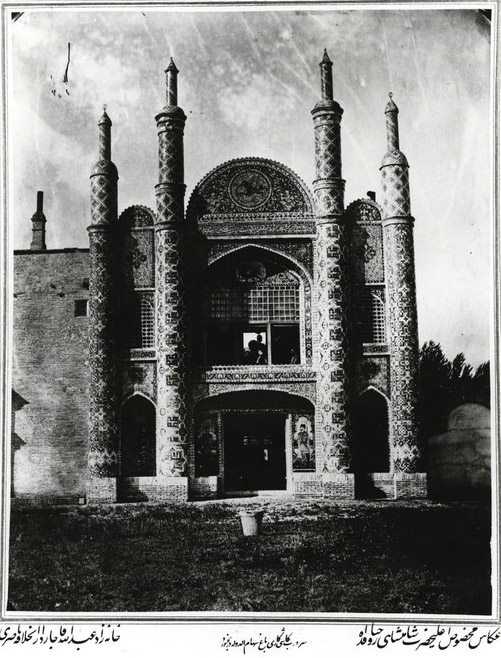
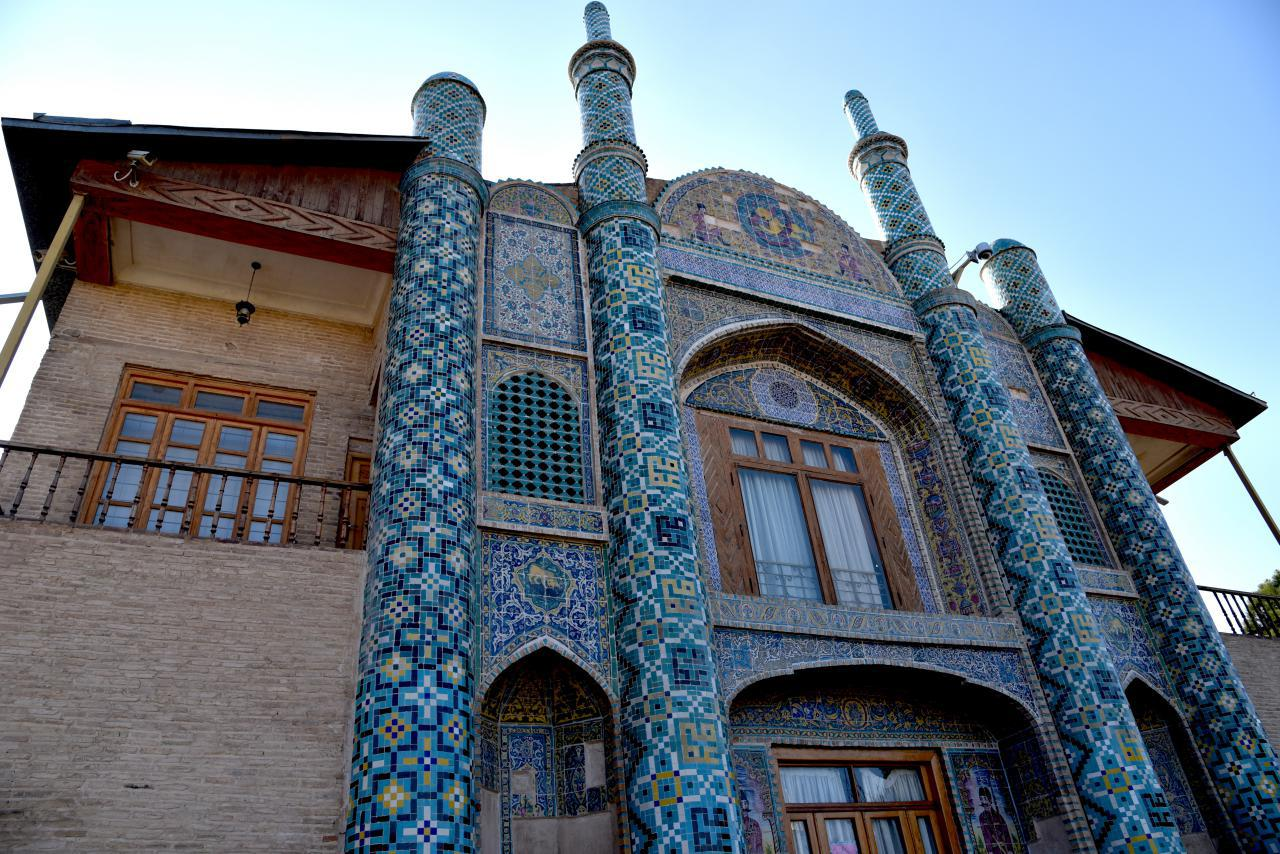
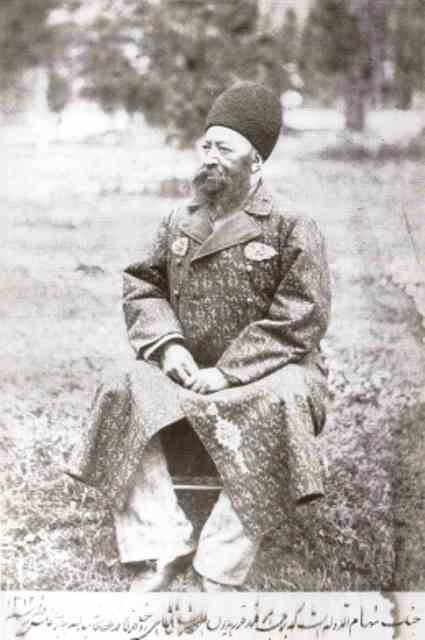
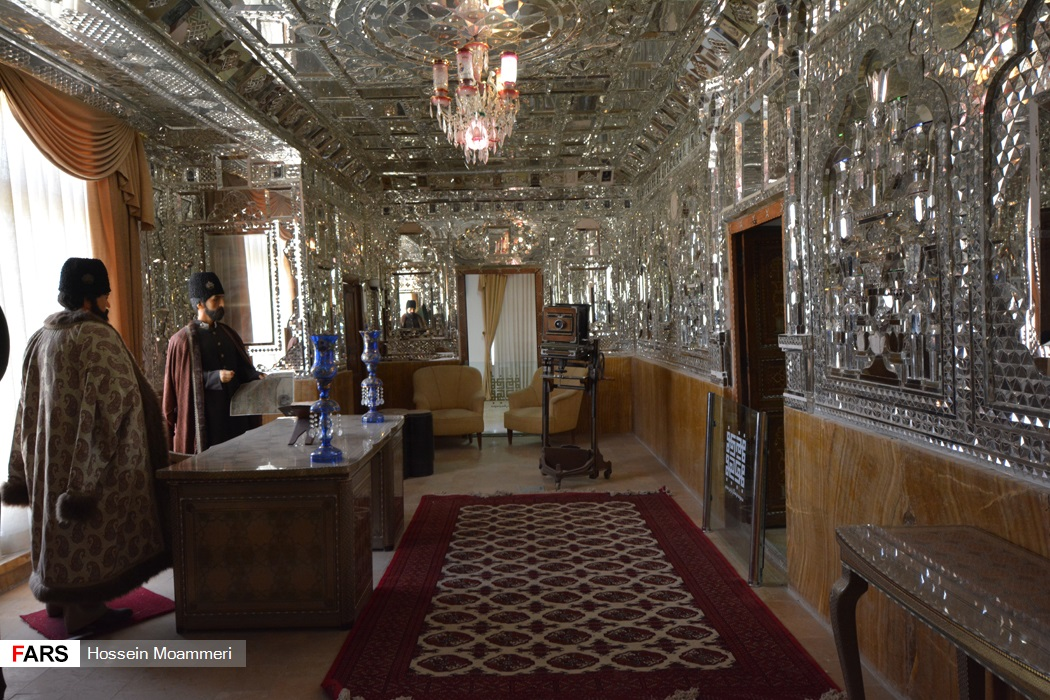